# Simbang (Kalikajar)
Simbang is een bestuurslaag in het regentschap Wonosobo van de provincie Midden-Java, Indonesië. Simbang telt 3105 inwoners (volkstelling 2010).